# Svensk Kirurgisk Förening
Svensk Kirurgisk Förening, som bildades 1905 och som fick sitt nuvarande namn 1929, är en sammanslutning av kirurger verksamma i Sverige eller som har väsentlig anknytning till svensk kirurgi. Föreningen är Svenska Läkarsällskapets sektion för kirurgi och Sveriges Läkarförbunds specialitetsförening för kirurgi. Ändamålet för föreningen är att främja kirurgins utveckling på ett vetenskapligt och kollegialt sätt. Utbildning och vidareutbildning av kirurger är centralt i föreningens arbete. Föreningen arrangerar årligen den återkommande Kirurgveckan. Den avger även utlåtanden och handlägger ärenden som hänvisas från Läkaresällskapet och Läkarförbundet.
Styrelsen består av nio ledamöter,  ordförande, vetenskaplig sekreterare, facklig sekreterare, skattmästare , redaktören för Svensk Kirurgi samt fyra andra ledamöter